# ساكي العليا (شمس أباد)
ساکي العلیا (بالفارسية: ساکی علیا) هي قرية تقع في إيران في مركزي. يقدر عدد سكانها بـ 68 نسمة بحسب إحصاء 2016.